# Rhyacophila kernada
Rhyacophila kernada là một loài Trichoptera trong họ Rhyacophilidae. Chúng phân bố ở miền Tân bắc.